# Christisonia wightii
Christisonia wightii är en snyltrotsväxtart som beskrevs av Adolph Daniel Edward Elmer. Christisonia wightii ingår i släktet Christisonia och familjen snyltrotsväxter. Inga underarter finns listade i Catalogue of Life.